# Пристань 2-а
При́стань 2-а (рос. Пристань 2-я) — присілок у складі Маріїнського округу Кемеровської області, Росія.

## Населення
Населення — 994 особи (2010; 849 у 2002).
Національний склад (станом на 2002 рік):
- росіяни — 93 %